# Beata Dąbrowska
Beata Dąbrowska (ur. 5 stycznia 1960 w Lublinie, zm. 14 marca 2016) – polska dyrygent chóru, dr hab. sztuk muzycznych, profesor nadzwyczajny UMCS.

## Życiorys
Pracowała na Wydziale Artystycznym Uniwersytetu Marii Curie-Skłodowskiej. Dyrygent założonego przez siebie Chóru Kameralnego Towarzystwa Muzycznego im. H. Wieniawskiego. Uzyskała tytuł naukowy doktora habilitowanego, a od 2003 była profesorem nadzwyczajnym Uniwersytetu Marii Skłodowskiej w Lublinie.
18 marca 2016 została pochowana na cmentarzu przy ul. Lipowej.